# Wolf Wondratschek
Wolf Wondratschek, född 14 augusti 1943 i Rudolstadt, är en tysk författare. 
Han framträdde i sina första böcker med fragmentariskt absurdistiska prosatexter, men övergick under 1970-talet till att skriva enbart dikter. Senare har han också skrivit filmmanus, varav två har filmats av den tyske regissören Werner Schroeter (1945-2010).

## Verk (urval)
- Früher begann der Tag mit einer Schußwunde (1969)
- Ein Bauer zeugt mit einer Bäuerin einen Bauernjungen, der unbedingt Knecht werden will (1970)
- Omnibus (1972)
- Chuck's Zimmer (1974)
- Das leise Lachen am Ohr eines andern (1976)
- Irgendwann dienstags (1976)
- Männer und Frauen (1978)
- Letzte Gedichte (1980)
- Die Einsamkeit der Männer. Mexikanische Sonette (Zürich: Diogenes Verlag, 1983)
- Carmen oder Bin ich das Arschloch der achtziger Jahre (1986)
- Das Mädchen und der Messerwerfer (1997)
- Mozarts Friseur, roman (2002)
- Das Geschenk (2011)
- Mittwoch (2013)

## På svenska
- Fyra texter (översättning: Carl-Henning Wijkmark). I tidskriften BLM, årg. 39 (1970): nr 5, s. 316-318
- Snart ska ni få vara med om något (översättning: Görgen Antonsson). I tidskriften Janus, nr 24 (1983), s. 22-31